# Сицилійська мафія
Коза ностра (італ. Cosa Nostra — наша справа) — заснована в першій половині XIX століття сицилійська злочинна організація. Коза ностра є однією з гілок італійської мафії. Відгалуження сицилійської Кози ностри в Північній Америці називається «Ла Коза Ностра» (італ. La Cosa Nostra).

## Історія створення
Коза ностра з'явилась у Сицилії в першій половині XIX століття, і вже на початку XX століття перетворилася на міжнародну організацію. Спочатку організація захищала (включно найжорстокішими методами) власників апельсинових плантацій та великих земельних володінь. Пізніше Коза ностра розширила ареал своєї діяльності й стала універсальним злочинним угрупованням. Головним напрямком діяльності Коза ностри став бандитизм.
Члени організації називали себе «сім'єю». Так звана сім'я мала жорстку ієрархічну структуру, підпорядковану «хрещеному батьку». Територія діяльності «сім'ї» поділялася на своєрідні «округи», які могли складатися з вулиць, районів або навіть цілих провінцій. Кожен округ контролювався зазвичай трьома родинами, які обирали свого лідера (такого лідера називають «голова голів»). Цей лідер вибирав свого заступника та ще від одного до трьох радників (консильєрі).

Схема організації

Історія сицилійської мафії починається з легенди про трьох лицарів: Оссо (Osso), Мастроссо (Mastrosso) і Карканьоссо (Carcagnosso). Згідно з міфом, три іспанських лицарі вирішили помститися за зганьблену честь своєї сестри — вони вбили кривдника. За це були заточені в тюрму, де створили правила омерти. Після закінчення тюремного терміну, вони розійшлися в різні боки. Оссо прибув у Сицилію, де і заснував сицилійське злочинне угруповання, Мастроссо заснував неаполітанську Каморру, a Карканьоссо — опікувався калабрійською Ндрангетою.

## 10 заповідей членів «Коза ностра»
1. Не можна самостійно знайомитись із друзями друзів. Вас повинен познайомити хтось третій.
2. Ніколи не дивитися на дружин друзів.
3. Не допускайте, щоб вас бачили в товаристві поліціянтів.
4. Не відвідуйте барів і клубів.
5. Ваш обов'язок — завжди перебувати в розпорядженні Коза ностра, навіть якщо ваша дружина народжує.
6. Домовленості про призначені зустрічі слід виконувати неухильно.
7. З дружинами потрібно поводитися шанобливо.
8. Якщо вас просять надати будь-яку інформацію, відповідайте правдиво.
9. Не можна привласнювати гроші, які належать іншим або родичам інших.
10. У Коза ностра не можуть входити такі особи: будь-хто, чий близький родич служить у поліції; будь-хто, чий родич або родичка зраджує дружину (чоловіка); будь-хто, хто поводиться погано і не дотримується моральних принципів.

### Джон Діккі Cosa Nostra історія сицилійської мафії
Джон Діккі створив перше у своєму роді і унікальне дослідження, у якому розповідається, як мафія досягла своєї могутності, чого вона домагається та чиєю підтримкою користується, які її плани на майбутнє.
Війна з мафією, що продовжується майже двісті років, створила цій організації ореол невразливості, але, як показали події кінця XX сторіччя, мафію все ж таки можливо перемогти.

## Деякі клани
До складу Коза Ностри входять такі клани та сім'ї:
- Клан дей Катанези;
- Клан дей Корлеонези;
- Клан Кунтрера-Каруана[it];
- Клан Фіданцаті;
- Клан Флативанца ді Фавара;
- Клан Ринцивилло[it];
- Клан Мотізі;
- Клан Греко;
- Сім'я Денаро;
- Сім'я Гравіано[it];
- Сім'я Інцерилло[it].

Про Коза ностра написано чимало книжок, але робота Джона Діккі варта особливої уваги — вперше під однією обкладинкою зібрані всі відомі на сьогодні відомості про Коза ностра, усі подробиці життя таємного злочинного суспільства Сицилії: від мафіозного кодексу честі та обрядів посвячення до політичної корупції і ділових інтересів мафіозі, від методів управління цією кримінальною організацією до «бізнес-моделі», якої вона дотримується.